# Geomitra grabhami
Espèce
Synonymes
- Helix grabhami Wollaston, 1878[2]

Statut de conservation UICN

 CR B1ab(iii)+2ab(iii) : 
En danger critique
Geomitra grabhami est une espèce de mollusques gastéropodes de la famille des Geomitridae. Cet escargot est endémique de l'archipel de Madère au Portugal.
Cette espèce a longtemps été considérée éteinte avant que des spécimens vivants ne soient observés en 2008 et 2013.

## Menaces
Cette espèce est indirectement menacée par les chèvres introduites sur l'île, qui broutent l'herbe rendant le sol instable et favorisant son érosion. Elle est également menacée par la prédation par les souris.
Un programme de sauvegarde de l'espèce a été initié par le ZooParc de Beauval et deux zoos anglais. Plusieurs centaines d'individus ont été réintroduits sur les Îles Desertas.

## Publication originale
- Wollaston, 1878 : Testacea Atlantica, or the land and freshwater shells of the Azores, Madeiras, Salvages, Canaries, Cape Verdes, and Saint Helena. pp. 1-588 (texte intégral) (en).